# Ottavio Baglietto
Ottavio Baglietto (fl. XIX-XX secolo) è stato un calciatore italiano, di ruolo attaccante.

## Carriera
Baglietto risulta nella rosa dell'Andrea Doria dal 1905. Nella sua prima stagione in biancoblu è eliminato con i suoi nelle eliminatorie liguri dal Genoa, cosa che si ripete la stagione seguente. Nel 1907, superate le eliminatorie, ottiene il terzo ed ultimo posto nel girone finale; stesso piazzamento fu raggiunto la stagione seguente.
Nel 1909 Baglietto ed i suoi non superarono le eliminatorie liguri.
Nella stagione 1909-1910 ottenne l'ottavo e penultimo posto in campionato, seguito l'annata dopo dal quarto del girone della sezione Liguria-Piemonte-Lombardia.
Nella Prima Categoria 1911-1912 Baglietto ottenne con i suoi il sesto posto del Torneo Maggiore. Nella Prima Categoria 1912-1913 ottenne il quarto posto del girone ligure-lombardo, mentre in quella seguente ottenne il sesto posto del girone ligure-piemontese. Nella stagione 1914-1915, dopo aver ottenuto il terzo posto nel Girone A delle eliminatorie, raggiunse con i biancoblu il secondo posto del Girone D delle semifinali del Torneo Maggiore, non ottenendo così l'accesso al girone finale.
A seguito dell'intervento italiano nella Grande Guerra, il normale campionato di calcio venne interrotto e sostituito dalla Coppa Federale 1915-1916 che vide l'Andrea Doria al secondo posto, dunque eliminato, del Girone E. Nel decisivo incontro con il Genoa, disputato il 9 gennaio, fu espulso al cinquantacinquesimo minuto dall'arbitro Enrico Pasteur, tra l'altro socio proprio dei genoani, cosa che causò il ritiro della squadra biancoblu dalla partita, che vedeva i grifoni in vantaggio per una rete a zero. A seguito di una indagine della FIGC il risultato venne omologato.
Chiusa l'esperienza calcistica si imbarca nella Regia Marina durante la prima guerra mondiale.